# Za-Tanta
Za-Tanta est un arrondissement du département du Zou au Bénin.

## Géographie
Za-Tanta est une division administrative sous la juridiction de la commune de Matéri,.

## Population
Selon le Recensement Générale de la Population et de l'Habitation(RGPH4) de Institut National de Statistique et de l'Analyse Économique(INSAE) au Bénin de 2013 la population de Za-Tanta corresponds à:
| Indicateur           | 2013  |
| -------------------- | ----- |
| Nombre de ménages    | 2989  |
| Population féminine  | 8752  |
| Population masculine | 7186  |
| Population totale    | 15938 |